# 秋竹サラダ
秋竹 サラダ（あきたけ さらだ、1992年〈平成4年〉2月29日 - ）は、日本の小説家、ホラー作家。

## 経歴・人物
埼玉県鴻巣市生まれ。東洋大学理工学部電気電子情報工学科を卒業。2018年、第25回日本ホラー小説大賞にて「魔物・ドライブ・Xデー」で大賞と読者賞を受賞。同作を改題した『祭火小夜の後悔』で作家デビューした。

## 作品リスト

### 単行本
- 『祭火小夜の後悔』KADOKAWA、2018年10月。ISBN 978-4-04-107441-1。
  - 『祭火小夜の後悔』KADOKAWA〈角川ホラー文庫〉、2020年3月。ISBN 978-4-04-109132-6。
- 『祭火小夜の再会』KADOKAWA〈角川ホラー文庫〉、2020年7月。ISBN 978-4-04-109133-3。

### アンソロジー
- 「アリサ先輩」『黒猫を飼い始めた』講談社、2023年2月。ISBN 978-4-06-530632-1。
  - 「アリサ先輩」『黒猫を飼い始めた』講談社〈講談社文庫〉、2025年2月。ISBN 978-4-06-538512-8。

### 雑誌等掲載作品
小説
- 「ハナツミサマのおまじない」 - 『小説現代』2021年8月号
- 「アリサ先輩」 - 「Mephisto Readers Club」2022年7月11日

エッセイ
- 「一期一衣」 - 『小説すばる』2019年2月号
- 「亡き王女のためのパヴァーヌ」 - 『別冊文藝春秋』2019年3月号

対談
- 「日本ホラー小説大賞受賞者対談」福士俊哉、朝宮運河との対談 - 『本の旅人』277号（2018年11月）

インタビュー
- 『ダ・ヴィンチ』2018年12月号 掲載